# Rivellia pilosula
Rivellia pilosula är en tvåvingeart som beskrevs av Wulp 1898. Rivellia pilosula ingår i släktet Rivellia och familjen bredmunsflugor. Inga underarter finns listade i Catalogue of Life.